# پراندوچین (استان ماسوویان)
پراندوچین (به لهستانی:  Prandocin) یک روستا در لهستان است که در گمینا ترویانوو واقع شده‌است.